# Omroep Flevoland
Omroep Flevoland est une société néerlandaise de radiodiffusion publique régionale de la province de Flevoland, créée le 1er avril 1989. Le siège social de Omroep Flevoland est situé à Lelystad. 
Elle regroupe une station de radio et une chaîne de télévision du même nom couvrant la province de Flevoland.

## Histoire
Le 1er avril 1989, Omroep Flevoland a été lancée, alors comme radio régionale à partir d'un bureau dans le centre commercial De Gordiaan à Lelystad. Gerard Hullegie a été autorisé à présenter la première émission de la station. Depuis l'emplacement, il était assisté par le présentateur Marc van Amstel (nl) et la présentatrice Inge Diepman (nl),.
La chaîne de télévision d'Omroep Flevoland a été lancée le 1er octobre 1997. Jeroen van der Laan a présenté la première émission télévisée. Initialement, les studios radio d'Omroep Flevoland étaient situés à Lelystad (Meentweg) et ceux pour la télévision se situaient à Almere dans le parc d'activité Randstad. Depuis 2004, le radiodiffuseur est hébergé avec ses médias sous un même toit au Larserpoortweg à Lelystad.

## Diffusion
La radio et la chaîne de télévision d'Omroep Flevoland sont recevables en Flevoland et en Gueldre par DVB-T sur le canal 26. La chaîne de télévision est recevable à l'échelle nationale par le câble, IPTV et la satellite. La radio est également recevable dans la Zélande sur la bande FM, DAB+ et à l'échelle internationale sur Internet.